# Мишинка
Мишинка — деревня в Рузском районе Московской области России, входит в состав сельского поселения Дороховское. Население 16 человек на 2006 год, в деревне числится одна улица — Сосновая. До 2006 года Мишинка входила в состав Космодемьянского сельского округа.
Деревня расположена на юго-востоке района, примерно в 27 километрах к юго-востоку от Рузы, на левом берегу реки Тарусса, высота центра над уровнем моря 182 м. Ближайший населённый пункт — село Архангельское в полукилометре на юго-запад.